# Сьенега-Гранде
Сьенага-Гранде (исп. Ciénega Grande) — населённый пункт (эхидо) в центральной части Мексики, на территории штата Агуаскальентес. Входит в состав муниципалитета Асьентос.

## Географическое положение
Сьенага-Гранде расположен на северо-востоке штата, на расстоянии приблизительно 36 километров к северо-востоку от города Агуаскальентес. Абсолютная высота — 2012 метров над уровнем моря.

## Население
Согласно данным, полученным в ходе проведения официальной переписи 2005 года, в населённом пункте проживало 3061 человек (1493 мужчины и 1568 женщин). Насчитывалось 731 домохозяйство. По возрастному диапазону население распределилось следующим образом: 44,3 % — жители младше 18 лет, 48,5 % — между 18 и 59 годами и 7,2 % — в возрасте 60 лет и старше. Уровень грамотности среди жителей старше 15 лет составлял 96,8 %.
По данным переписи 2010 года, численность населения Сьенага-Гранде составляла 3348 человек. Динамика численности населения эхидо по годам:
| 2000 | 2005 | 2010 |
| ---- | ---- | ---- |
| 2691 | 3061 | 3348 |